# 裨爱利莎
裨爱利莎(Eliza Jane Gillett Bridgman；1805年—1871年)是一位在华先锋教育传教士。 她出生于美国康涅狄格州德比，父母是坎菲尔德·吉列特（Canfield Gilett）和汉娜·吉列特（Hannah Gilett）。 她在十六岁毕业后，成为母校的助教。 二十二岁时，又被任命为另一所寄宿学校的校长。

## 中国

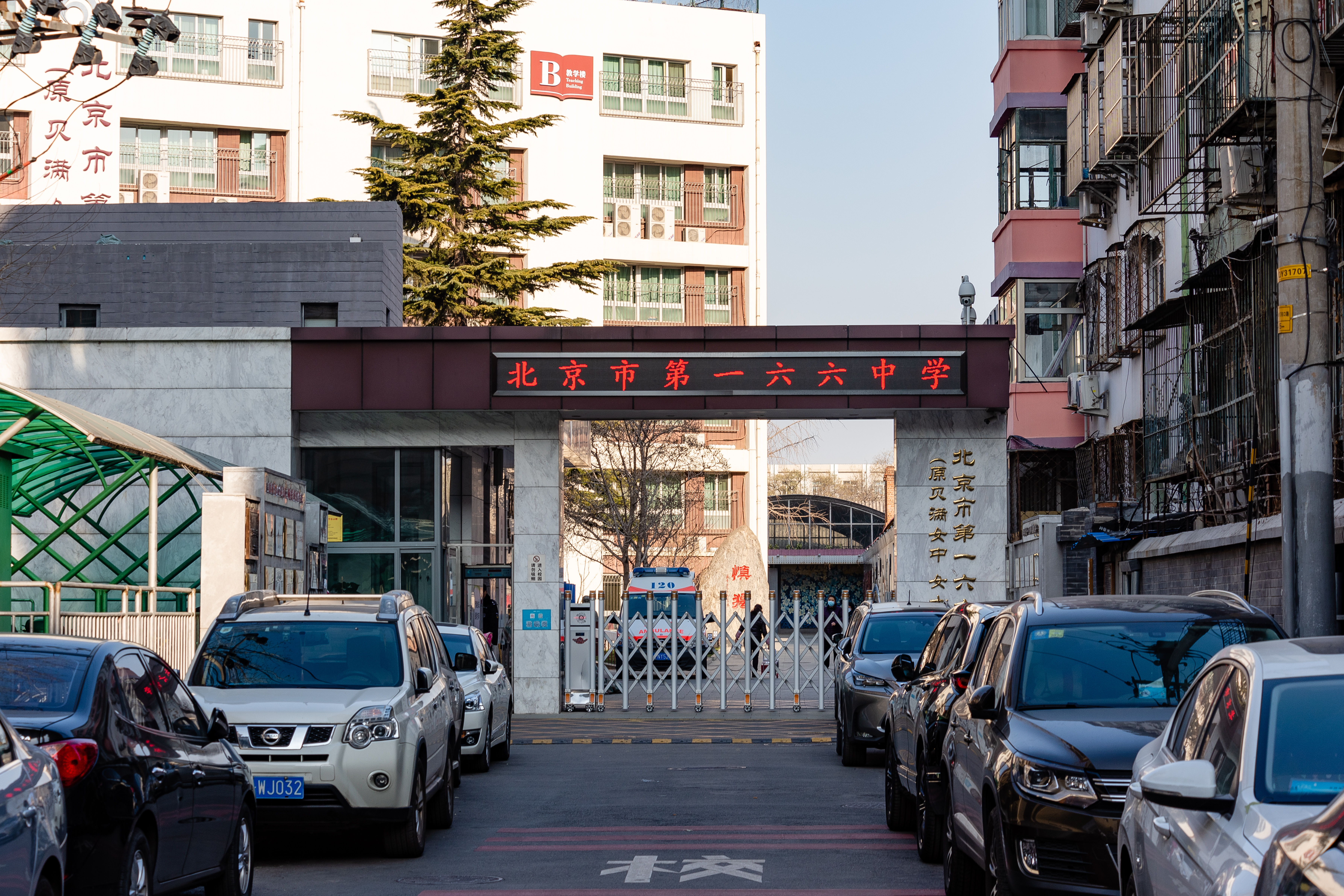
北京第166中学由裨爱利莎创建于1864年

裨爱利莎年幼时就梦想成为一名传教士。1843年11月14日，她受美国圣公会差遣，前往大清国传教。 虽然差会不愿差遣单身妇女，但是她还是成了新成立的美国圣公会中国差会的三位未婚女性之一。 1844年，她随文惠廉主教前往中国。  裨爱利莎抵达香港后，很快遇到了裨治文。裨治文相信爱利莎就是他祷告得到的答复，于是向她求婚，两人于1845年6月28日在香港殖民地的教堂结婚。 婚后，她 加入了丈夫所属的公理会。 裨治文夫妇开始一同在广州传教。 他们收养了两个小女孩，并于1847年6月3日抵达上海。裨爱利莎在上海县城老西门外肇嘉浜畔开办了上海第一所更正教女子学校裨文女塾（位于今上海市第九中学，黄浦区方斜路西林后路102号）。
1862年，在丈夫去世后，由于健康问题，她被迫回美国休假。在此期间， 她被雪橇撞倒。 1864年，裨爱利莎回到北京，获得一大片土地，开设了贝满女塾（Bridgman Girls' College，位于今北京市第一六六中学）。该校后来发展为华北协和女子大学，1920年与汇文大学及通州协和大学合并，成立了燕京大学，该校培养了一大批中国女性领袖。
裨爱利莎安葬在上海，她丈夫裨治文的身旁。

## 著作
- Elijah Coleman Bridgman, ed. Eliza Jane Gillett Bridgman (1864). The Pioneer of American Missions in China: The Life and Labors of Elijah Coleman Bridgman.[6]
- Eliza Jane Gillett (1853) Daughters of China; or, Sketches of Domestic Life in the Celestial[7]